# Гурумсарайская битва
Гурумсарайская битва (также битва при Гурумсарае, сражение под Гурум-сараем) — битва между кокандской армией Алим-бия и войсками ташкентского правителя Йунус-ходжи, произошедшая в северо-западной части Ферганской долины, на правом берегу Сырдарьи в местности Пунбе (Пункан), расположенной между Ходжентом и Кокандом. Является важным событием в истории кокандско-ташкентских и кокандско-казахских отношений начала XIX века.

## Датировка битвы
Датировкой этого события занимался ряд учёных. По мнению казахстанского историка и кандидата исторических наук, Т. К. Бейсембиева, все они давали неверные даты: Н. Г. Маллицкий — 1222/1807—1808 гг., М. А. Терентьев — 1202/1787—1788 гг., П. П. Иванов, перепутавший это событие с имевшим место ранее походом Йунус-ходжи в сторону Ходжента — 1800. Трудность датировки битвы состоит в том, что дата заключена в двух хронограммах, приведенных в «Тухфат ат-таварих-и хани» и «Тарих-и Мухйи Хуканди». Одна из них, достаточно сложная, составлена Гази — кокандским поэтом начала XIX века. Т. К. Бейсембиев попытался расшифровать датировку битвы, по его мнению, битва произошла в 1220 году хиджры (1805/1806). Поход Йунус-ходжи в Фергану, по его мнению, состоялся в конце лета 1805 года.
Кокандский историк, литератор, географ, просветитель и путешественник Мухаммад Хаким-хан датировал это событие 1805—1806 годами. По мнению узбекистанского историка и доктора исторических наук, Б. М. Бабаджанова, дата кажется немного поздней, в целом, хронологические проблемы в ранней истории Кокандского ханства ещё не решены до конца. Б. М. Бабаджанов считает, что битва при Гурумсарае произошла примерно в 1806 году. Согласно кокандскому историческому сочинению «Тарих-и Шахрухи», битва произошла в 1803 году.

## Обстановка накануне битвы
Во второй половине XVIII века Фергана обособилась в самостоятельную политическую единицу, получившую уже в конце правления бухарского эмира Шахмурада название Кокандского ханства. Власть кокандских правителей до начала XIX века была распространена в одной только Ферганской долине, притом, по-видимому, только в центральной её части. В северо-восточной части Ферганской долины ещё в середине XVIII века играли главную роль кыргызы, занимавшие в это время, не только северные, но и южные склоны Тянь-Шаня. В это же время, некоторым влиянием в Ферганской долине пользовались казахские ханы Старшего и Среднего жузов, управлявшие в это время районом Ташкента в качестве вассалов джунгарских правителей.

### Поход Хан-ходжи на Ташкент
Первые точные сведения о нападении кокандских правителей на территорию Ташкентского государства относятся ко времени правления Нарбута-бия (1764—1799). В первый год своего правления, Алим-бий послал против Ташкента войско под командованием правителя Намангана, а после — Ходжента — Хан-ходжи. По мнению советского историка Р. Н. Набиева, кокандское войско было послано с целью рекогносцировки и Алим-бий надеялся на мирный исход событий.
В 1799 году в Ходженте Хан-ходжа собрал войско и пошёл на Ташкент через Кураминский хребет и долину Ахангарана. В Карасу произошло сражение между ташкентцами и кокандцами, в котором последние потерпели поражение, а Хан-ходжа попал в плен и был казнён вместе с 70 кокандцами.
Йунус-ходжа, решив после поражения кокандско-ходжентского войска расширить дальнейшие успехи, двинулся со своими войсками на Кураму и без труда присоединил её к своим владениям. Таким образом, поход кокандцев на Ташкент, направленный в 1799 году, закончился поражением. Результатом этого конфликта явилась не только утрата Курамы, но и потеря кокандцами Ходжента, в котором после смерти Хан-ходжи власть захватили местные правители.

### Поход Йунус-ходжи в Фергану
Воодушевлённый победами Йунус-ходжа собрал войско из «анди» и казахов, в том числе из племени санчклы, и выступил в поход с целью завоевать Ферганскую долину и устроить в Коканде праздник по случаю обрезания своих сыновей. Йунус-ходжа рассчитывал на поддержку населения и войска Кокандского государства.
По данным М. Поспелова, Йунус-ходжа, выступив в поход на Фергану, заключил союз с правителем Ходжента против правителя Коканда — Алим-бия. Внутренняя и внешняя обстановка в Кокандском государстве благоприятствовали Йунус-ходже и он легко мог добиться союза с центробежными силами в Фергане.

## Силы сторон
Иногда ходжи оказывались в разных лагерях противоборствующих сторон, так, например, в битве при Гурумсарае против Йунус-ходжи и на стороне кокандцев участвовали сыновья Хан-ходжи (казненного Йунус-ходжой) — Йусуф-Али-ходжа и Йунус-Али-ходжа, «горевшие жаждой потребовать плату за кровь отца». На стороне ташкентцев участвовал Шах-Мансур-хан. Он был из потомков Шейх Хавенди ат-Тахура и племянником Йунус-ходжи. В битве этот ходжа метко стрелял в кокандцев из мортиры, за что получил прозвище «Занбурак ходжа» («Ходжа-мортирщик»). Но во время битвы он был убит стрелой и похоронен в Гурумсарае.

### Ташкентцы
Перед походом Йунус-ходжи в Фергану, он объявил сбор войск. Как сообщал Мухаммад Салих, под его началом собралось около 7 тыс. или 80 тыс. человек из числа проходимцев и казахских племен. Йунус-ходжа, не ожидая ташкентское городское ополчение, которое не спешило собираться, отправился в поход. Советский историк Р. Н. Набиев пишет, что в походе участвовало 8 тыс. человек.
Описывая ход битвы при Гурумсарае, автор кокандского сочинения «Тарих-и Шахрухи», Мулла Нийаз Мухаммад Хуканди называет войска ташкентцев «войском Дешт-и-кипчака» и говорит исключительно о казахах. На основе этих сведений, советский историк П. П. Иванов заключил, что прочие этнические группы, населявшие город Ташкент и прилегающие районы, в битве при Гурумсарае не участвовали вовсе. Среди казахских племён, участвовавших в битве на стороне Йунус-ходжи, отдельно упоминается племя санчклы, игравшее, судя по словам Муллы Нийаз Мухаммада, наиболее активную роль.
Согласно сохранившимся преданиям, войска Йунус-ходжи, главным образом состояли из казахов, что также подтверждается свидетельствами современников и кокандскими источниками. Возросшая роль казахов в качестве военного элемента связана с враждебными отношениями Йунус-ходжи и оседлым узбекским населением Ташкента. В военное время, численность войска могла составлять до 30 тыс. человек из городского населения и столько же из казахов. Основной костяк войска Ташкента состоял из казахов шанышклы и канглы.

### Кокандцы
Соседство с кыргызскими и другими ферганскими племенами, в частности, с узбекским племенем минг и кипчаками Ферганы, обеспечило Кокандское государство первоначальной военной силой. Кроме кочевников, в состав кокандской армии входили наемники из числа ираноязычных горцев — каратегинцев, шугнанцев и бадахшанцев. В момент подъёма Кокандского государства, именно ферганские кипчаки, кыргызы и кочевые узбеки составили основу той армии, которая позволила Коканду выйти за пределы Ферганской долины и взять под свой контроль огромную территорию.

Белое знамя кокандского хана, символизировавшее чингизидскую традицию ханской власти.

По данным кокандского исторического сочинения «Тарих-и Шахрухи», во время битвы при Гурумсарае 50 пеших стрелков и 1 тугбеги были поставлены у кокандского знамени.

## Описание битвы в источниках
Описание хода битвы при Гурумсарае содержится в следующих исторических сочинениях:
- «Тарих-и Шахрухи» («Шахрухова история»), также «Таварих-и Шахрухийа» («Шахруховы истории»), «Тарих-и Саййид Мухаммад Худайар-хани» («История, посвященная Саййид Мухаммад Худайар-хану»). Сочинение посвящено истории Кокандского ханства с момента его основания Шахрух-бием. Сочинение было написано в 1871—1872 гг. Автор сочинения — Мулла Нийаз Мухаммад Хуканди, родившийся в 1802—1803 гг. Родом из горного Таджикистана, служил в ханской гвардии Кокандского ханства и принимал участие в различных военных походах кокандцев. Оставил военную службу в начале 1860-х годов, жил в Коканде[22]. Наиболее чёткое описание битвы при Гурумсарае содержится в этом сочинении[1].
- «Мунтахаб ат-таварих» («Извлечение из историй»). Важнейший источник по истории Центральной Азии XIX века. В труде подробно описаны события, происходившие в Бухарском, Кокандском, Хивинском ханствах и Афганистане. Труд завершён в 1843 году 1 мая. Автор сочинения — Мухаммад Хаким-хан[узб.] — известный кокандский историк, литератор, географ, путешественник и просветитель. По разным данным родился в 1802—1803 или в 1806—1807 гг. в знатной кокандской семье. По материнской линии являлся внуком Нарбута-бия и племянником Алим-хана[29].
- «Тухфат ат-таварих хани» («Ханский подарок в летописях»). Сочинение целиком посвящено династии правителей Коканда от преданий, относящихся к началу XVI века до начала 1870-х годов. Автор долгие годы старательно избирал разнообразный материал, дополняя его собственными наблюдениями, и на склоне лет закончил свой кропотливый труд. Труд был начат в 1858 году, на написание всего труда автор потратил 15 лет. Автор сочинения — Мулла Аваз Мухаммад — коренной кокандец, торговец парфюмерными изделиями. Родился приблизительно не позднее 1810-х годов[30].
- «Тарих-и джадида-йи Ташканд» («Новая история Ташкента»), также «Тарих-и велайет-е Ташканд» («История Ташкентской области»). Сочинение содержит ценный фактический материал по социально-экономической истории Ташкентского вилайета XVIII—XIX веков. Исторические сведения излагаются в хронологическом порядке, в большинстве случаев, все события отмечены датами. Написание труда началось в мае 1863 года и завершено в 1887—1888 гг. Автор сочинения — Мухаммад Салих[узб.] — крупный учёный-историк. Родился в Ташкенте приблизительно в 1830 году. Начальное образование получил от своего деда-имама, затем учился в медресе Бекларбеги[узб.] и в медресе ходжи Ахрара[31]. В этом сочинении битва при Гурумсарае изложена в двух версиях, одна из которых написана с точки зрения ташкентцев[1].

## Ход битвы
Согласно сведениям из «Тарих-и Шахрухи», главная водная артерия Ферганской долины — река Сырдарья — была серьёзной преградой для перемещения ташкентского войска. На этом была построена стратегическая задумка Алим-бия. Когда Йунус-ходжа вторгся в северо-западную часть Ферганской долины, Алим-бий приказал Мухаммад Раджабу-кушбеги, находившемуся около Ходжента, перейти на правый берег Сырдарьи, вдоль берега пройти со своим войском к Гурумсараю, где находилась переправа, для того чтобы не дать ташкентцам форсировать реку.
Мухаммад Раджабу-кушбеги перешёл со своим войском на правый берег реки Сырдарья и, сделав ночной кавалерийский бросок через Самгар и Камыш-Курган, достиг через день Гурумсарая, куда подошло, минуя перевал, по чадакской дороге ташкентское войско. В это же время на левом берегу Сырдарьи напротив Гурумсарая появился передовой отряд Алим-бия. В битве при Гурумсарае у кокандцев было белое знамя.
Кокандцы неожиданно атаковали войска Йунус-ходжи. Выстроив свои ряды против войска Мухаммад Раджаба-кушбеги, казахи вступили в сражение. По словам Муллы Нийаз Мухаммада, казахи были введены в заблуждение Йунус-ходжой, уверявшим их якобы в том, что кокандское войско сопротивляться им не намерено, и что наоборот, кокандцы даже ждут их, чтобы с помощью казахов освободиться от своего правителя.
Т. К. Бейсембиев сообщает, ссылаясь на местные источники, что в ташкентском войске царил раздор. Бабахан-торе, Рустам-торе и Адил-торе настояли на том, чтобы в битву вступили отряды племени шанышкылы и личный отряд Йунус-ходжи. Атака казахской конницы на кокандское знамя отражались ружейным огнем стрелков.
Алим-бий разослал два отряда: первый — во главе с военачальником Мухаммад Раджабом в тыл врага, другой — во главе с Йусуф-Али-ходжой по правому берегу Сырдарьи. Казахи, услышав стрельбу кокандских пушек и увидев большое приближающееся войско кокандцев, по словам Муллы Нийаз Мухаммада, почувствовали себя обманутыми, но не покинули поля сражения.
В «Сказание о Ташкенте», которое по мнению советского историка, доктора исторических наук и специалиста по источниковедению Центральной Азии — О. Д. Чехович, является важнейшим источником, приводится следующее описание хода битвы при Гурумсарае:

Когда взошло солнце, кокандские войска дошли до берега реки Сыр и приготовились к переправе. Как только алимханские знамена переправились [через реку], Раджаб кушбеги начал бой.
В тот же час к эмирам и командующему войском [ташкентцев], коим был Салимсак-тура, от Юнуса прибыло указание приготовиться к битве. В этот самый момент Бабахан-тура, Рустам-тура и Адил-тура, войдя в лагерь командующего войском, заявили:
«Эй, старик предводитель войск! Сначала пусть вступят в битву доброхоты свиты — подразделения санджакли и потомственные части Юнуса-ходжи, а потом уж мы выступим против войск, приближающихся из Коканда».
Это предложение сообщили Юнусу-ходже, и он пустил [в бой] подразделение санджакли и отряд потомков. После сближения [с врагом и] недолгой битвы казахский отряд дрогнул и обратился в бегство. Подразделение потомков Юнуса-ходжи тоже побежало. А эмиры и прочие городские войска и предводители, украшающие арену битв, задержались на поле боя, приблизились к Алимханову шатру, позволили [начать преследование] и указали, как быстрее догнать безрассудных беглецов, захватить пленных и добычу.

Поняв, в чём дело, ферганские нукары кинулись вслед бегущим и до конца дня хватали и грабили.— «Сказание о Ташкенте».
После длительной и упорной битвы кокандцам удалось разъединить силы ташкентцев на две части, каждая из которых подвергалась нападению со всех сторон. Поняв, наконец, бесполезность сопротивления, «войска Дешт-и Кипчака», то есть казахи, пустились в бегство. Йунус-ходжа также бежал с поля битвы с несколькими своими приближенными, бросив свое имущество и казну.
Остальные ташкентские войска не только не вступили в битву, но и указали Алим-бию, как быстрее догнать отступающих, захватить пленных и добычу. Казахстанский историк — Т. К. Бейсембиев, пишет, что уже в этой битве было продемонстрировано тактическое преимущество кокандцев, противопоставивших атаке конной дружины Йунус-ходжи комбинированные удары конницы и огонь стрелков.

### После битвы
В ожесточённой битве войска Йунус-ходжи были разгромлены и обратились в беспорядочное бегство. Преследуя отступающих, продолжая избивать ташкентцев и даже опережая разгромленное войско, кокандцы приближались к Ташкенту, но их встретило городское ополчение. Йунус-ходже и остаткам его войска удалось прорваться из окружения и бежать в Ташкент. Йунус-ходжа потерял в битве большую часть своего войска.
Жители кишлаков, через которые бежали разгромленные казахи, отнимали у казахов лошадей и даже одежду. Часть отступавших пленили и их направили в ханскую ставку. Здесь их кое-как одели и направили в столицу страны на потеху праздной публике, а затем посадили в тюрьму. Возвратившись после победы в Коканд, Алим-бий раздал награды своим войскам и военачальникам.

## Последствия битвы
Разгромив под Гурумсараем войска ташкентского правителя Йунус-ходжи, Алим-бий перенес военные действия на вражескую территорию и подчинил территорию Курамы. В 1809 году Алим-хан завоевал Ташкент и упразднил теократическое правление ходжей, после завоевания Ташкента он приступил к завоеванию Южного Казахстана. Т. К. Бейсембиев пишет, что эти победы были закреплены принятием ханского титула — события знаменательного в истории Туркестана. По его мнению, этот акт, ознаменовал идеологическую победу светской (ханской) тюрко-монгольской государственной идеи над идеей теократии ходжей.

### Статьи
- Бейсембиев Т.К. Южный Казахстан в конце XVIII — первой трети XIX веков // История Казахстана с древнейших времен до наших дней в пяти томах. — Алма-Ата: «Атамура», 2010. — Т. 3. — С. 281.
- Иванов П.П. Средняя Азия и Казахстан во второй половине XVIII в // Труды Архива востоковедов Института восточных рукописей РАН. — Москва, 2011. — Вып. 1. — С. 134—150.
- Тулибаева Ж.М. Бухарские и кокандские источники по истории казахов и Казахстана // Персоязычные источники по истории казахов и Казахстана XIII-XIX вв.. — Астана: ЕНУ, 2006. — С. 154—180.
- Чехович О.Д. Сказание о Ташкенте // Письменные памятники Востока. Историко-филологические исследования. Ежегодник 1968. — Москва, 1970. — С. 172—195.